# District de Bishnupur
Le district de Bishnupur est un district de l'état du Manipur, en Inde.

## Géographie
Au recensement de 2011, sa population compte 240 363 habitants.
Son chef-lieu est la ville de Bishnupur. 